# Рудники Астролябія
Рудники Астролябія — сукупність колишніх гірничодобувних об'єктів у Меланезії, в державі Папуа Нова Гвінея, що знаходились в районі її столиці Порт-Морсбі.
У 1906 році поблизу від Порт-Морсбі виявили мідне родовище, яке назвали Астролябія. В подальшому розвідка показала наявність тут рудного поля, що простягнулось на десятки кілометрів. В 1919-му його площу визначили у понад 5000 квадратних кілометрів (2040 квадратних миль). На цій території в підсумку виникли численні копальні, як то Гектор, Маунт-Кук, Астролябія (також відома як Федерал-Флаг), Дубуна, Морсбі-Кінг, Морсбі-Кінг 2, Морсбі-Кінг 3, Морсбі-Кінг 4, Сапфайр, Сапфайр-Кінг, Меррі-Інгланд, Лалокі, Лалокі-Норз, Елвіна, Елвіна-Соуз, Маунт-Дайемонд, Парі, Геркулес, Пандора, Доавагі.
Більшість з них були малими, так, Астролябія до 1909-го провадила розробку алювіального покладу, з якого вилучили 91 тонну руди із вмістом міді 40 %. Копальня Гектор працювала в 1907—1908 роках та видала 154 тонни руди, що містила 25 % міді, а в 1916—1917 роках знову короткочасно використовувалась, що довело загальний обсяг вилученої руди до 276 тонн.
Копальня Дубуна у підсумку виявилась другою за обсягами продукції, тоді як беззаперечним лідером став рудник Лалокі. Видобуток тут стартував у 1922 році і на той час Лалокі була єдиною мідною копальнею Австралії (якій на той час належала територія Папуа). Розробка велась підземним способом. Отриману руду спершу спускали по канатній дорозі завдовжки 3,5 милі, після чого транспортували спеціально прокладеною залізничною гілкою до плавильного заводу, розташованого на узбережжі в Бутлесс-Бей. Проєкт зустрівся з цілим рядом ускладнень, серед яких можливо назвати зависоку вартість транспортування (через створену законом монополію, що не допускала іноземні судна до перевезень), проблеми на плавильному заводі та пожежу в шахті. Дві останні обставини й стали у підсумку причиною зупинки рудника в 1926 році.
У 1938-му роботи на Лалокі відновили, при цьому плавильний завод розмістили поряд з копальнею. Також станом на початок 1940-х в експлуатації перебували копальні групи Морсбі-Кінг. У 1942-му з наближенням японців (операції на Кокодському тракті) рудники були підірвані союзними силами (втім, японці так і не змогли пробитись у цей район).
По завершенні Другої світової війни на гірничих відводах Лалокі, Дубуні та Морсбі-Кінг замовили геологічні дослідження, метою яких було виявлення ресурсів руди, придатних для відкритої розробки з наступним флотаційним збагаченням. Втім, цей проєкт не призвів до відновлення робіт.